# Georg Friedrich Schmiegd

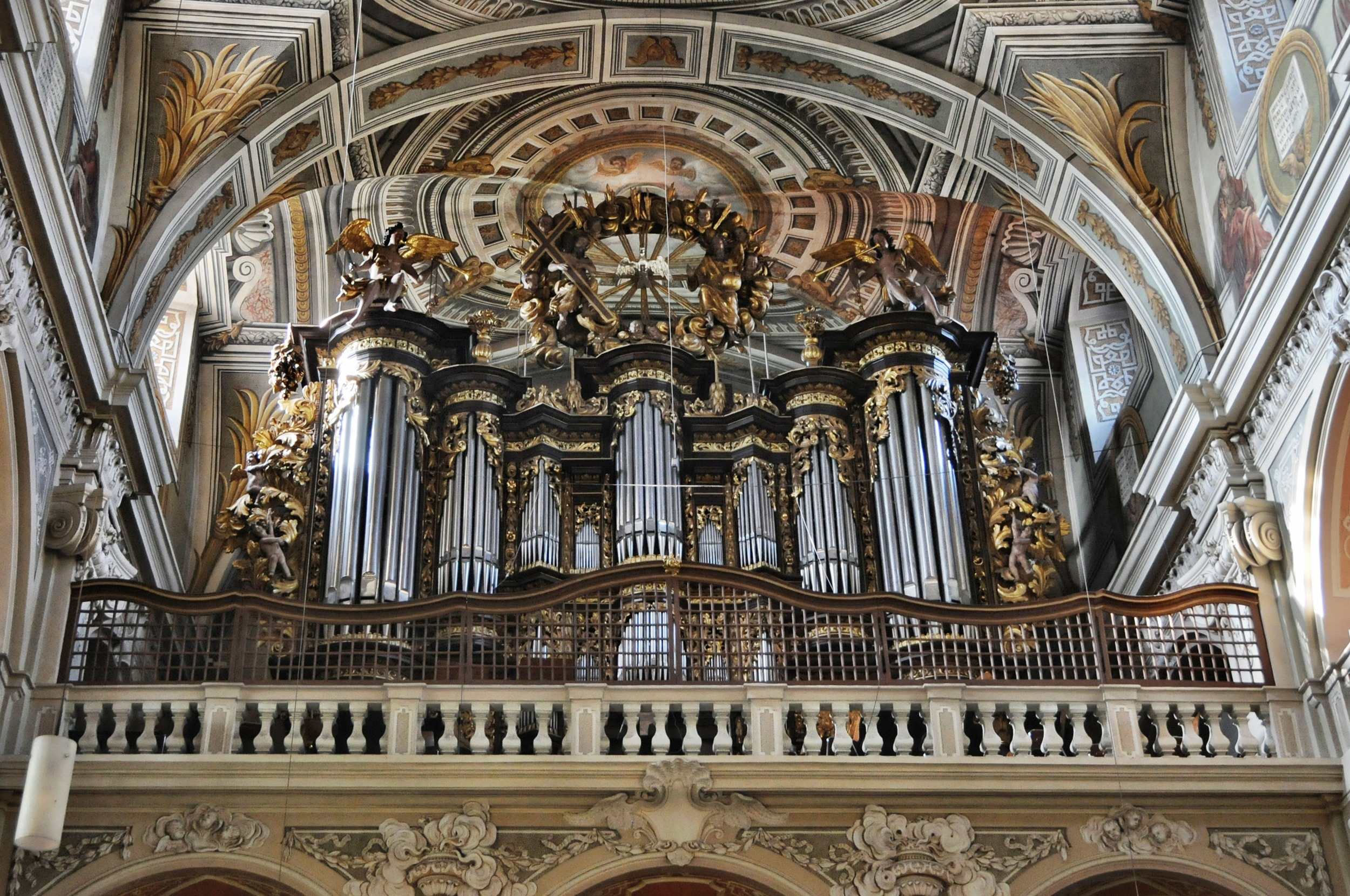
Orgelprospekt, Wallfahrtskirche Walldürn (1722)

Georg Friedrich Schmiegd (getauft 3. Februar 1688 in Aschaffenburg; † 8. Dezember 1753 in Neustadt an der Weinstraße) war ein deutscher Holz- und Steinbildhauer des Barock.

## Leben

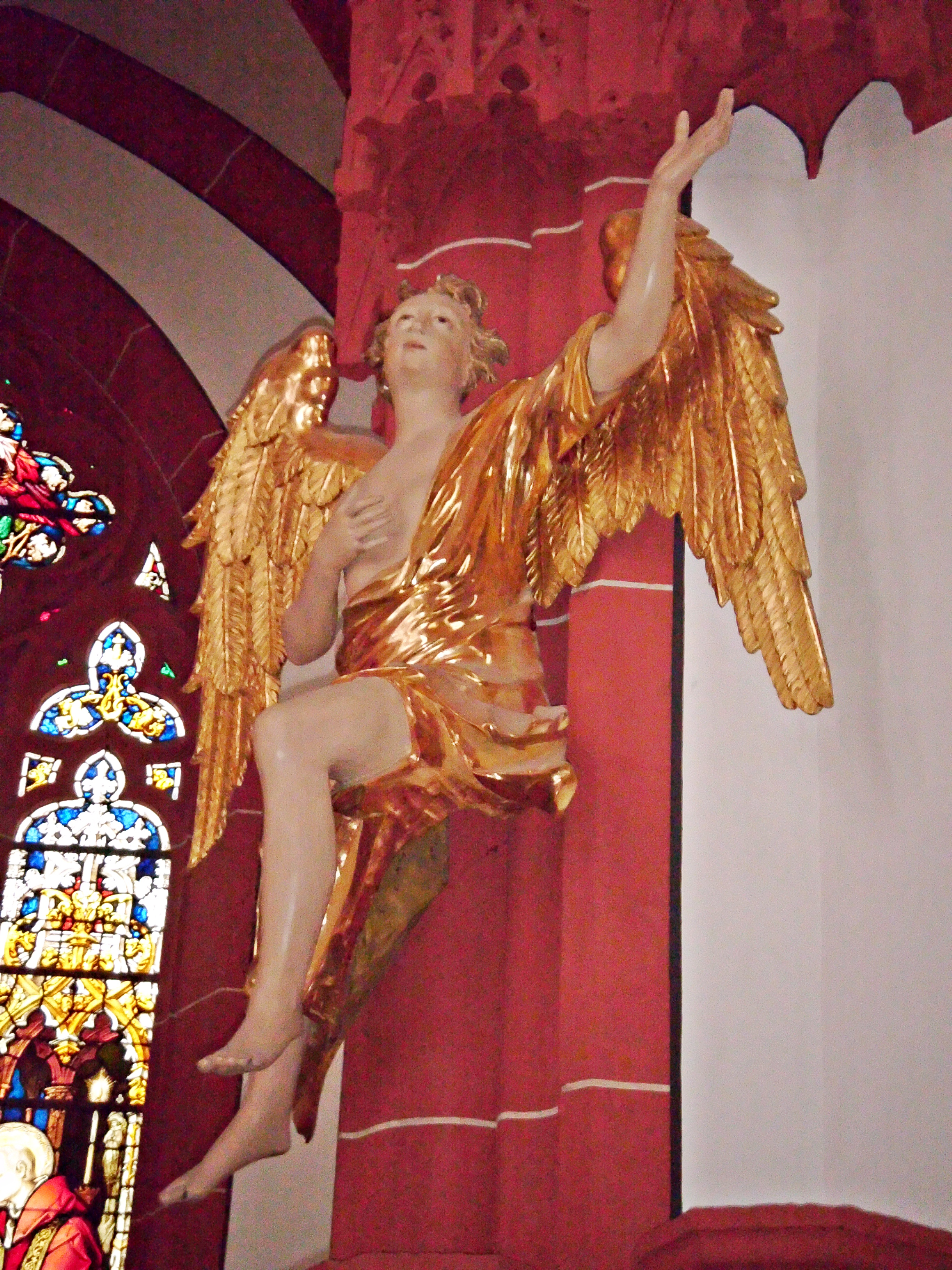
Engel aus Deidesheim, in der Stiftskirche Neustadt/Weinstraße (1732)

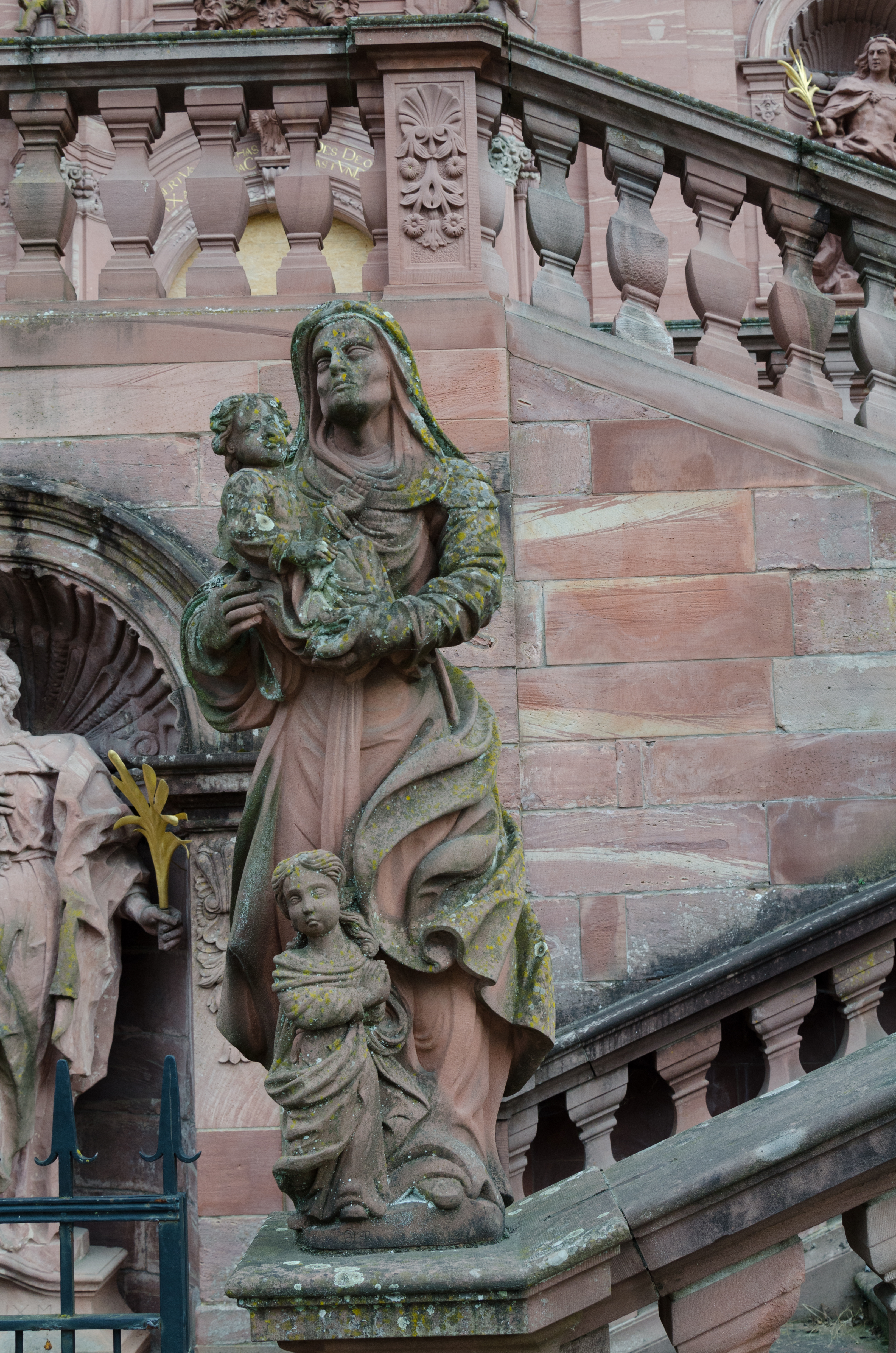
Marienfigur auf der Freitreppe der Klosterkirche Amorbach (1720)

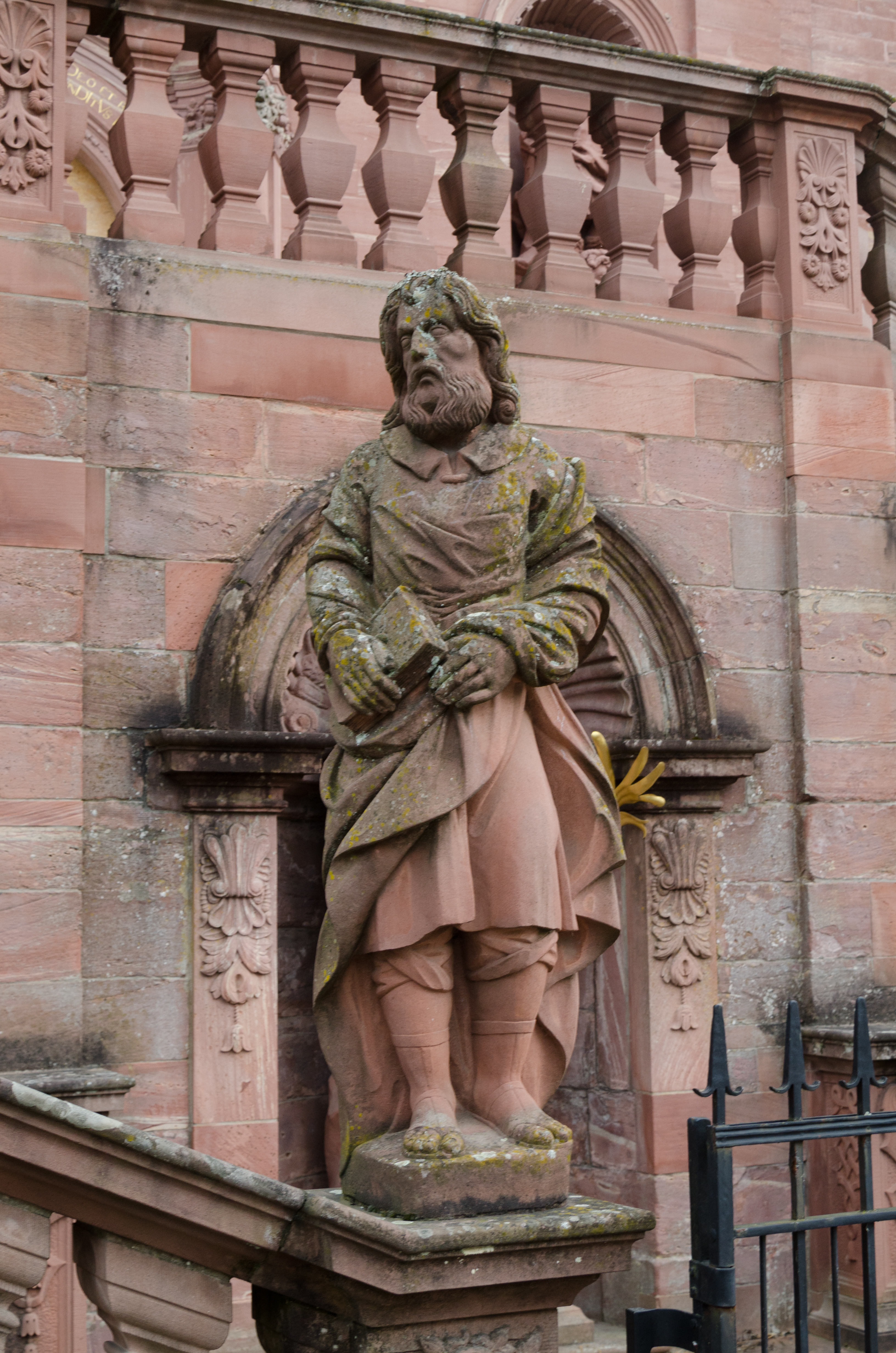
Weitere Figur Schmiegds auf der
Freitreppe der Klosterkirche Amorbach (1720)

Er wurde als Sohn eines Aschaffenburger Bäckers geboren. Sein älterer Bruder Honorius Schmiegd war Benediktinerpater im Kloster Amorbach und ließ die Mariensäule in Mudau errichten. Auf der dortigen Dedikationsinschrift ist der Familienname richtig wiedergegeben, ansonsten kommen in der Literatur auch Namensvarianten wie Schmich, Schmicht, Schmieg oder Schmigdt vor.
Georg Friedrich Schmiegd heiratete am 3. Mai 1710, in Amorbach, Anna Maria Dorff (auch Dorst), Tochter eines Zöllners. 1725 geriet er in Streitigkeiten mit dem Kurmainzer Amtmann Johann von Ostein (Bruder des späteren Erzbischofs Johann Friedrich Karl von Ostein), der in jenem Jahr über ihn schrieb, dass „er schlecht in Steinarbeit bestehet... auch langsam und liederlich“ sei. Die Unstimmigkeiten gingen u. a. zurück auf die schleppende Anfertigung des Orgelprospektes für die Wallfahrtskirche Walldürn, worüber bereits 1713 der Vertrag abgeschlossen worden war, die Lieferung aber erst 1722 erfolgte.
1725 verließ Schmiegd mit seiner Familie Amorbach und begab sich ins Linksrheinische. Anlässlich von Arbeiten in der Pfarrkirche St. Ulrich schrieb der Pfarrer von Deidesheim 1732 über ihn, dass er vor zwei Jahren bei Herrn von Dalberg beschäftigt war, nun aber als Bildhauer dem Grafen von Leiningen-Hardenburg in Dürkheim diene. Der Künstler ließ sich mit seiner Familie in Neustadt an der Haardt (heute Neustadt an der Weinstraße) nieder, wo er 1753 verstarb.

## Werk
Georg Friedrich Schmiegd arbeitete in Holz und Stein. Viele seiner Schöpfungen sind verloren gegangen, manche wohl noch existent, ohne dass man den Namen des Künstlers weiß.
Sicher belegbare Werke sind folgende:
- 1710, Figuren der Hl. Simplicius und Faustinus für die Kirche in Steinbach bei Mudau (nicht erhalten).
- 1711 u. 1712, plastischer Schmuck des Nothelfer-Altares, Altarrelief der 14 Nothelfer, zwei zugehörige Verdachungsengel und 12 Apostel, sowie die Verdachungsengel des Marienaltares, alles für die kath. Kirche zu Hainstadt bei Buchen (teilweise erhalten, Apostelfiguren im Bezirksmuseum Buchen)
- 1713 Grabstein für den Amorbacher Abt Cölestin Mann (nicht erhalten)
- 1716 Kreuzigungsgruppe an der Pfarrkirche St. Laurentius in Neudenau (signiert und datiert), sowie Ergänzungsarbeiten an der gotischen Kreuzigungsgruppe auf dem dortigen Lindenplatz[2]
- 1720 Figuren an der Freitreppe der Abteikirche Amorbach[3]
- 1722 Orgelprospekt für die Wallfahrtskirche Walldürn[4]
- 1723 plastischer Schmuck am Hauptportal der Wallfahrtskirche Walldürn
- 1724 St. Johannes Nepomuk, geschnitzte Holzfigur für die Kirche in Kirchzell bei Amorbach
- 1724 Grabstein für den Amorbacher Abt Sanderad Breunig (nicht erhalten)
- 1726 Schnitzereien an einem Weinfass der Abtei Amorbach
- 1732 plastischer Schmuck des neuen Hochaltares in der Pfarrkirche St. Ulrich, Deidesheim. Erhalten sind hiervon zwei lebensgroße Verdachungsengel aus Holz, einer (als Dauerleihgabe) in der Stiftskirche Neustadt an der Weinstraße (links des Hochaltares), der andere in der katholischen Kirche zu Niederauerbach bei Zweibrücken.
- 1739 Figuren des Hl. Josef und des Hl. Johannes Nepomuk am Rathaus Oberhambach (nicht erhalten)
- 1745 hölzernes Kruzifix für die kath. Kirche von Diedesfeld.

Es ist zu vermuten, dass auch die von seinem Bruder 1736 errichtete Mudauer Mariensäule zu seinen Werken zählt.

## Kinder
Mit seiner Frau hatte Georg Friedrich Schmiegd die beiden Söhne Franz (1715–1795) und Conrad (1720–1780). Beide wirkten ebenfalls als Holz- und Steinbildhauer.
Franz wurde 1751 Bürger in Koblenz, wo er 1753 heiratete. 1753 schuf er eine Nepomukfigur für die Johannesbrücke in Düren (zerstört im Zweiten Weltkrieg), zudem zwei Heiligenfiguren eines Altares in St. Kastor Koblenz; heute in Düngenheim.
Conrad Schmiegd heiratete 1751 in Neustadt an der Weinstraße, wo er 1780 auch verstarb. Ihm werden die fünf Hochaltarfiguren in der dortigen Stiftskirche zugeschrieben, außerdem fertigte er 1758 die Statuen am Hochaltar der Pfarrkirche Diedesfeld und 1765 eine hölzerne Kreuzigungsgruppe für die Spitalkapelle Deidesheim.
Conrad Schmiegds Sohn Johann Baptist Schmigd (1752–1828) war ein namhafter Arzt in Düsseldorf.